# Смердомля (деревня)

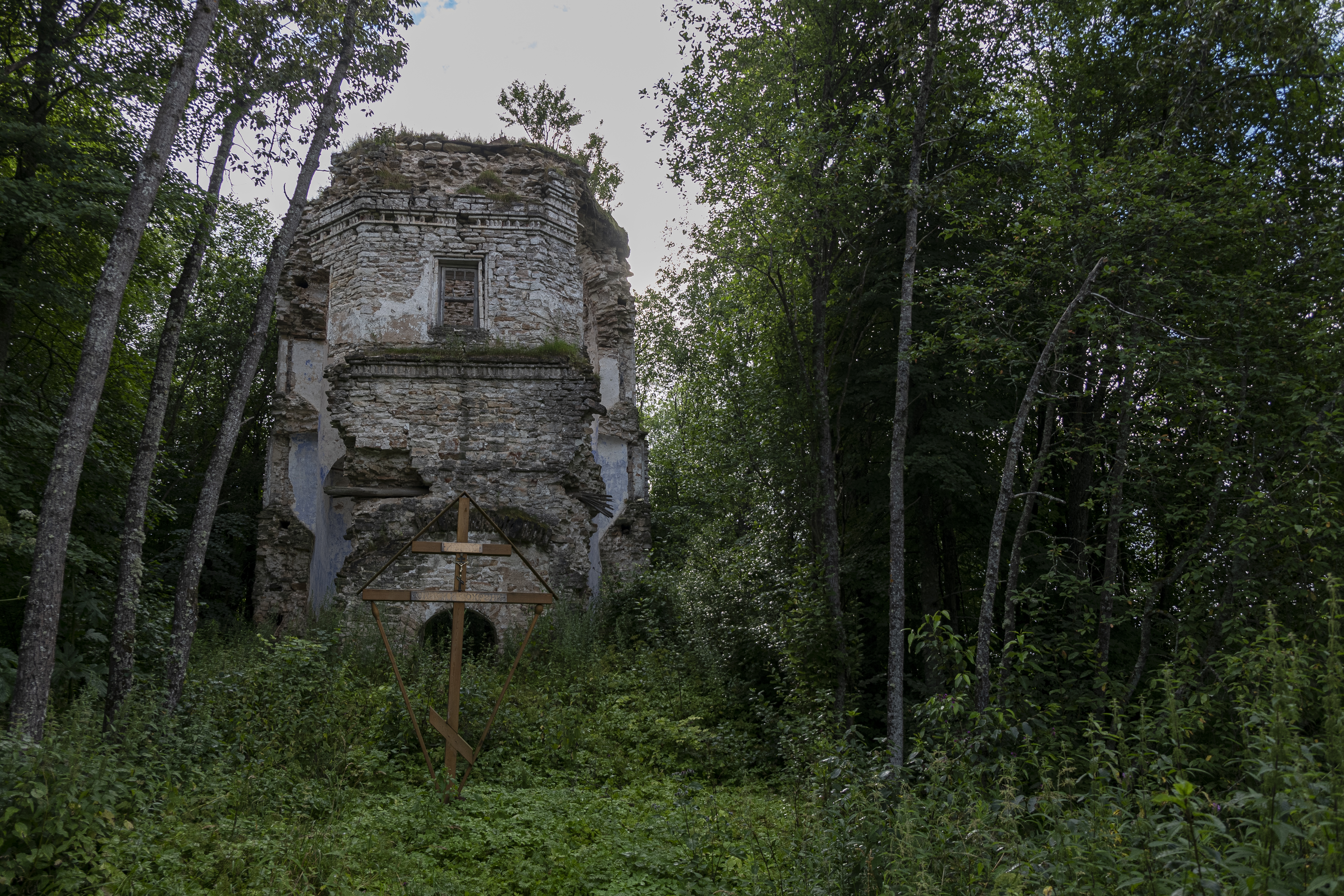
Церковь Богоявления Господня в Смердомле

Смердомля — деревня в Чагодощенском районе Вологодской области.
Входит в состав Первомайского сельского поселения, с точки зрения административно-территориального деления — в Первомайский сельсовет.
Расстояние по автодороге до районного центра Чагоды — 29 км, до центра муниципального образования посёлка Смердомский — 4 км. Ближайшие населённые пункты — Заручевье, Игнашино, Новая, Новинка, Ушаково.
По данным переписи в 2002 году постоянного населения не было.

## Достопримечательности
В деревне находится разрушенная церковь Богоявления Господня (1701 г.).